# Tatort: Gefährliche Freundschaft
Gefährliche Freundschaft ist ein Fernsehfilm aus der Krimireihe Tatort. Es ist der fünfte Fall der Düsseldorfer Ermittler Flemming, Koch und Ballauf und die 277. Tatortfolge. Der vom Westdeutschen Rundfunk und Bavaria Film produzierte Beitrag wurde am 11. Juli 1993 auf Das Erste zum ersten Mal gesendet.
Kommissar Flemming ermittelt zusammen mit seinem Kollegen Hauptmeister Max Ballauf in einem Mordfall, dessen Lösung sich bis in seine eigene Familie ausweitet.

## Handlung
Kommissar Flemming wird zu einem Mordfall gerufen. Die reiche, 60-jährige Erika Güstrow wurde Opfer eines Raubmordes. Da der Nachbar ihren Enkel Alexander mit einem Videorekorder unter dem Arm aus dem Haus hatte gehen sehen, wird dieser als Erster verdächtigt. Hauptmeister Max Ballauf versucht ihn ausfindig zu machen, hat jedoch keinen Erfolg.
Alexander Weckwerth, der mit Flemmings Sohn Ingo befreundet ist, vertraut sich dem Kriminalbeamten an. Er erzählt Flemming, dass er Geld gebraucht habe und deshalb zu seiner Oma gegangen sei, die ihm aber nichts habe geben wollen. Plötzlich sei alles voll Blut gewesen und so habe er sich den Videorekorder genommen und sei weggegangen. Der stark drogenabhängige junge Mann wird unter Tatverdacht festgenommen. Als Flemming erfährt, dass Alexander den gestohlenen Rekorder seinem Sohn angeboten hat, um an Geld zu kommen, lässt er sich das Gerät als Beweisstück aushändigen.
Kurze Zeit später widerruft Alexander sein Geständnis und erklärt, dass er seinen Vater verdächtigt, weil er ihn vor ihm aus dem Haus seiner Oma habe kommen sehen. Um ihn zu schützen, habe er die Tat auf sich nehmen wollen, was er nun bereue. Da Philipp Weckwerth gerade einen tödlichen Verkehrsunfall hatte, kann er dazu nun nicht mehr befragt werden. Der Nachbar des Opfers bestätigt jedoch Alexanders Aussage und die Ermittler erfahren, dass es zwischen Weckwerth und seiner Schwiegermutter in letzter Zeit Spannungen gegeben hatte. Sie blockierte einen Grundstückstausch, ohne den ihr Schwiegersohn einen wichtigen Firmenkredit von der Bank nicht bekommen hätte.
Alexander Weckwerth gelingt die Flucht aus der Untersuchungshaft. Da Flemming sicher ist, dass er sich zuerst mit Geld versorgen wird, um an Drogen zu kommen, fragt er seinen Sohn Ingo, wo er Alexander finden könne. Dieser macht sich daraufhin selber auf die Suche nach seinem Freund und erfährt, dass Alexander von einem Dealer, bei dem er massive Schulden hat, unter Druck gesetzt wird. Nachdem dieser ihn von seinen Kumpanen entführen lässt, verständigt Ingo die Polizei, die daraufhin die Bande zu fassen bekommt, jedoch Alexander, nach einem „Goldenen Schuss“, nur noch tot vorfindet.
Am Ende stellt sich heraus, dass Erika Güstrow von ihrem Nachbarn Wenzel sehr verehrt wurde, sie jedoch seine Liebe nicht erwiderte. Darauf angesprochen, gibt er zu, seine große Liebe im Streit erschlagen zu haben.

## Hintergrund
Die Dreharbeiten zu diesem 277. Tatort-Krimi fanden in den Bavaria Filmstudios in Geiselgasteig statt.
Der gezeigte Verkehrsunfall von Philipp Weckwerth findet auf einer Baustelle auf der Bundesstraße 1 am rechtsrheinischen Ufer statt. Hier entstand zum Zeitpunkt der Dreharbeiten der Rheinufertunnel, sodass damals an der entsprechenden Stelle nahe dem alten Schlossturm tatsächlich gebaut wurde. Während des Unfalls telefoniert Philipp Weckwerth am Handy – dies wurde in Deutschland erst 2001 verboten. Das zerstörte Fahrzeug war ein BMW 850i, was nach der Erstausstrahlung zunächst Diskussionen auslöste, ein derart teures Fahrzeug für eine solche Szene zu Schrott zu fahren. Der WDR erklärte daraufhin, dass es sich um einen vom Hersteller kostenlos zur Verfügung gestellten Prototypen handelte.
Zum Ende der Folge fahren die Ermittler mehrmals durch die Düsseldorfer Innenstadt über den Tausendfüßler von Friedrich Tamms. Zu sehen sind der damalige Blick auf die Schadowstraße sowie der damalige Zustand am Jan-Wellem-Platz. Diese Brücke wurde 2013 abgerissen. An dieser Stelle entstand anschließend die Bebauung am Kö-Bogen, während die ehemaligen Straßen der Brücke durch den Kö-Bogen-Tunnel ersetzt wurden. Neben unlogischer Szenenfolge (die Polizei fährt über den Tausendfüßler, dann kurz über die Oberkasseler Brücke, dann sieht man die Schadowstraße) kommen wie in anderen Düsseldorfer Tatorten auch hier stellenweise Polizeifahrzeuge in damals abweichender bayrischer Lackierung (grüne „Bauchbinde“) vor, da zahlreiche Szenen in und um München gedreht wurden. Ein VW T3 Polizeibus wechselt so zweimal hintereinander die Farbgebung.

## Einschaltquoten
Die Erstausstrahlung des Tatort Gefährliche Freundschaft am 11. Juli 1993 wurde in Deutschland insgesamt von 10,51 Millionen Zuschauern gesehen und erreichte damit einen Marktanteil von 34,40 %.

## Kritiken
Kritiker der Fernsehzeitschrift TV-Spielfilm urteilen: „Die überkonstruierte Geschichte quält sich sichtlich, weil die Motive der Handelnden schlichtweg unglaubwürdig sind.“ und finden sie insgesamt „an den Haaren herbeigezogen.“